# Saison 2024 du Championship (rugby à XIII)
 (mars 2024).
Si vous disposez d'ouvrages ou d'articles de référence ou si vous connaissez des sites web de qualité traitant du thème abordé ici, merci de compléter l'article en donnant les références utiles à sa vérifiabilité et en les liant à la section « Notes et références ».
Navigation
Édition précédente Édition suivante
La saison 2024 du Championship (connu pour des raisons de partenariats comme la Betfred Championship, surnommé « Le Championship » en France) se joue entre quatorze équipes. Ce championnat se joue sur le sol anglais et français.

## Faits notables de la saison 2024
Le vainqueur de la finale, qui était généralement considérée comme une finale d'accession à la Super League, n'est pas certain d'être promu.
Car la société anglaise IMG a défini un cahier des charges avec des critères sportifs et extra-sportifs.

## Résultats

### Classement de la phase régulière
| Rang | Franchise               | J  | V  | N | D  | Pm   | Pe  | Diff | Pts |
| ---- | ----------------------- | -- | -- | - | -- | ---- | --- | ---- | --- |
| 1    | Wakefield Wildcats      | 26 | 25 | 0 | 1  | 1010 | 262 | +748 | 50  |
| 2    | Toulouse olympique XIII | 26 | 18 | 1 | 7  | 782  | 384 | +398 | 37  |
| 3    | Bradford Bulls          | 26 | 16 | 2 | 8  | 682  | 387 | +295 | 34  |
| 4    | York City Knights       | 26 | 15 | 0 | 11 | 655  | 473 | +182 | 30  |
| 5    | Widnes Vikings          | 26 | 14 | 1 | 11 | 551  | 475 | +76  | 29  |
| 6    | Featherstone Rovers     | 26 | 14 | 0 | 12 | 622  | 500 | +122 | 28  |
| 7    | Sheffield Eagles        | 26 | 14 | 0 | 12 | 626  | 526 | +100 | 28  |
| 8    | Doncaster               | 26 | 12 | 1 | 13 | 498  | 619 | -121 | 25  |
| 9    | Halifax                 | 26 | 11 | 0 | 15 | 509  | 650 | -141 | 22  |
| 10   | Batley Bulldogs         | 26 | 11 | 0 | 15 | 422  | 591 | -169 | 22  |
| 11   | Barrow Raiders          | 26 | 9  | 1 | 16 | 458  | 758 | -300 | 19  |
| 12   | Swinton Lions           | 26 | 9  | 0 | 17 | 466  | 678 | -212 | 18  |
| 13   | Whitehaven              | 26 | 8  | 2 | 16 | 451  | 854 | -403 | 18  |
| 14   | Dewsbury Rams           | 26 | 2  | 0 | 24 | 344  | 919 | -575 | 4   |

|  | Qualifié pour les demi-finales de la phase finale. |
|  | Qualifié pour la phase finale.                     |
|  | Relégué en League 1.                               |

Attribution des points : deux points sont attribués pour une victoire, un point pour un match nul (si dans la prolongation est déterminé au golden point extra il reçoit un second point), aucun point en cas de défaite.

### Phase finale
|  | Quarts de finale               | Quarts de finale               |                               |                               | Demi-finales                   | Demi-finales                   |  |  | Finale                         | Finale                         |
|  | Quarts de finale               | Quarts de finale               |                               |                               | Demi-finales                   | Demi-finales                   |  |  | Finale                         | Finale                         |
|  |                                |                                |                               |                               |                                |                                |  |  |                                |                                |
|  | Le 5 octobre 2024 à Huntington | Le 5 octobre 2024 à Huntington |                               |                               | Le 13 octobre 2024 à Wakefield | Le 13 octobre 2024 à Wakefield |  |  | Le 19 octobre 2024 à Wakefield | Le 19 octobre 2024 à Wakefield |
|  | Le 5 octobre 2024 à Huntington | Le 5 octobre 2024 à Huntington |                               |                               | Le 13 octobre 2024 à Wakefield | Le 13 octobre 2024 à Wakefield |  |  | Le 19 octobre 2024 à Wakefield | Le 19 octobre 2024 à Wakefield |
|  | Le 5 octobre 2024 à Huntington | Le 5 octobre 2024 à Huntington | Wakefield Trinity             | 22                            |                                |                                |  |  | Le 19 octobre 2024 à Wakefield | Le 19 octobre 2024 à Wakefield |
|  | York City Knights              | 27                             | Wakefield Trinity             | 22                            |                                |                                |  |  | Le 19 octobre 2024 à Wakefield | Le 19 octobre 2024 à Wakefield |
|  | York City Knights              | 27                             | York City Knights             | 13                            |                                |                                |  |  | Le 19 octobre 2024 à Wakefield | Le 19 octobre 2024 à Wakefield |
|  | Widnes Vikings                 | 10                             | York City Knights             | 13                            |                                |                                |  |  | Le 19 octobre 2024 à Wakefield | Le 19 octobre 2024 à Wakefield |
|  | Widnes Vikings                 | 10                             | Le 13 octobre 2024 à Toulouse | Le 13 octobre 2024 à Toulouse | Wakefield Trinity              | 36                             |  |  |                                |                                |
|  | Le 6 octobre 2024 à Bradford   |                                | Le 13 octobre 2024 à Toulouse | Le 13 octobre 2024 à Toulouse | Wakefield Trinity              | 36                             |  |  |                                |                                |
|  |                                | Toulouse olympique XIII        | Le 13 octobre 2024 à Toulouse | Le 13 octobre 2024 à Toulouse | 0                              |                                |  |  |                                |                                |
|  | Bradford Bulls                 | Toulouse olympique XIII        | Le 13 octobre 2024 à Toulouse | Le 13 octobre 2024 à Toulouse | 0                              | 25                             |  |  |                                |                                |
|  | Bradford Bulls                 | Bradford Bulls                 | 20                            |                               |                                | 25                             |  |  |                                |                                |
|  | Featherstone Rovers            | Bradford Bulls                 | 20                            | 12                            |                                |                                |  |  |                                |                                |
|  | Featherstone Rovers            | Toulouse olympique XIII        | 21                            | 12                            |                                |                                |  |  |                                |                                |
|  |                                | Toulouse olympique XIII        | 21                            |                               |                                |                                |  |  |                                |                                |

#### Finale
(mt : 22 - 0)
Homme du match : 
Points marqués :
- Wakefield : 7 essais d'Olpherts (16e et 69e), Ashurst (26e), McGillvary (33e et 76e), Thornley (38e) et Pratt (58e)  ; 4 transformations de Jowitt (16e, 26e et 33e) et de McGillvary (76e).
- Toulouse : aucun point.

Évolution du score : 
Arbitre : M. Aaron Moore
Spectateurs : 8 016
Composition des équipes :
- Wakefield : Max Jowitt - Jermaine McGillvary, Iain Thornley, Oli Pratt, Derrell Olpherts - Luke Gale (o), Mason Lino (m) - Josh Bowden, Liam Hood, Renouf Atoni, Matty Ashurst, Isaiah Vagana, Jay Pitts - Lachlan Walmsley, Caleb Uele,  Ky Rodwell, Thomas Doyle - Entraîneur : Daryl Powell
- Toulouse : Olly Ashall-Bott - Paul Ulberg, Guy Armitage, Paul Marcon, Benjamin Laguerre - Ryan Rivett (o), Jake Shorrocks (m) - Lambert Belmas, Calum Gahan, Harrison Hansen, Maxime Stefani, Dominique Peyroux, Anthony Marion - Reubenn Rennie, Éloi Pélissier,  James Roumanos, Dimitri Biscarro - Entraîneur : Sylvain Houles

Le vainqueur de la saison régulière de la Championship, Wakefield Trinity, affronte son dauphine, le Toulouse olympique XIII. Pour se qualifier en finale, Wakefield Trinity bat en demi-finale York Knights 22-13 pendant que le Toulouse olympique XIII s'est défait des Bradford Bulls 21-20 sur un drop d'Éloi Pélissier en fin de match. Relégué de Super League, Wakefield Trinity a outrageusement dominé la saison régulière de la Championship pour disputer cette finale. Le Toulouse olympique XIII dispute, quant à lui, sa seconde finale de la Championship depuis sa relégation de Super League après l'édition 2023 perdue contre les London Broncos 18-14.
Les deux clubs se sont affrontés à deux reprises en saison régulière. Wakefield Trinity s'est imposé le 27 avril 2024 28-12 à domicile et le Toulouse olymique XIII a infligé l'unique défaite de Wakefield Trinity en saison régulière lors de leur match retour le 20 juillet 2024 32-4 au Stade Ernest-Wallon.
La finale se déroule dans l'antre de Wakefield Trinity, le DIY Kitchens Stadium communément appelé « Belle Vue » devant une assistance de 8 016 spectateurs, l'arbitre désigné est l'Anglais Aaron Moore.
La rencontre est rapidement à l'avantage des locaux qui inscrivent quatre essais en première période pour mener à la pause 22-0. La seconde période est tout aussi à leur avantage en ajoutant trois nouveaux essais pour porter le score à 36-0.

## Médias

### Télévision et multi-écrans
En Grande-Bretagne et en Irlande, les matchs clefs de la saison (finale d'accession par exemple) sont retransmis sur Sky Sports.
Parfois aussi sur l'application « OurRL ». Soit en accès payant ou gratuit.
La finale de cette saison est retransmise sur YouTube.

### Radio
En Angleterre, les antennes locales de la BBC diffusent certains matchs.

### Presse écrite
Au Royaume-Uni, la presse treiziste suit évidemment la saison. Un mensuel  comme Rugby League World proposant même, avant chaque début de saison, un mini-calendrier de la compétition ou « booklet ». Chaque semaine des reportages sur les matchs disputés sont également disponibles dans Rugby Leaguer & League Express.
En Australie, le championnat est suivi dans les pages internationales de la revue Rugby League Review.
En France, Midi Olympique, peut, de manière sporadique, lui consacrer des articles. Surtout quand une équipe française, le Toulouse olympique jusqu'à présent, dispute la compétition. La presse régionale (L'Indépendant et La Dépêche du Midi) propose parfois , dans certaines de ses éditions seulement, des articles sur ce qu'elle appelle tout simplement le « Championship ».